# Kanton Terres des Luys et Coteaux du Vic-Bilh
 Terres des Luys et Coteaux du Vic-Bilh  is een kanton van het Franse departement Pyrénées-Atlantiques. Het kanton maakt deel uit van het arrondissement  Pau.  

 Het telt 26.237 inwoners in 2018.

Het kanton  werd gevormd ingevolge het decreet van 25  februari 2014 met uitwerking op 22 maart 2015 met Serres-Castet als hoofdplaats.

## Gemeenten
Het kanton Terres des Luys et Coteaux du Vic-Bilh omvat volgende 72  gemeenten : 
- Anoye
- Argelos
- Arricau-Bordes
- Arrosès
- Astis
- Aubin
- Aubous
- Auga
- Auriac
- Aurions-Idernes
- Aydie
- Baliracq-Maumusson
- Bassillon-Vauzé
- Bétracq
- Boueilh-Boueilho-Lasque
- Bournos
- Burosse-Mendousse
- Cadillon
- Carrère
- Castetpugon
- Castillon
- Caubios-Loos
- Claracq
- Conchez-de-Béarn
- Corbère-Abères
- Coslédaà-Lube-Boast
- Crouseilles
- Diusse
- Doumy
- Escurès
- Garlède-Mondebat
- Garlin
- Gayon
- Gerderest
- Lalongue
- Lalonquette
- Lannecaube
- Lasclaveries
- Lasserre
- Lembeye
- Lème
- Lespielle
- Luc-Armau
- Lucarré
- Lussagnet-Lusson
- Mascaraàs-Haron
- Maspie-Lalonquère-Juillacq
- Miossens-Lanusse
- Monassut-Audiracq
- Moncaup
- Moncla
- Monpezat
- Montardon
- Mont-Disse
- Mouhous
- Navailles-Angos
- Peyrelongue-Abos
- Portet
- Pouliacq
- Ribarrouy
- Saint-Jean-Poudge
- Samsons-Lion
- Sauvagnon
- Séméacq-Blachon
- Serres-Castet
- Sévignacq
- Simacourbe
- Tadousse-Ussau
- Taron-Sadirac-Viellenave
- Thèze
- Vialer
- Viven